# 제천 백련사 목조아미타여래좌상
제천 백련사 목조아미타여래좌상(堤川 白蓮寺 木造阿彌陀如來坐像)은 충청북도 제천시 봉양읍 명암리, 백련사에 있는 조선시대의 불상이다. 2012년 12월 6일 충청북도의 유형문화재 제217호로 지정되었다.

## 개요
복장기(腹臟記)에 의하면 이 불상(佛像)은 본래 단양군(丹陽郡) 서면(西面) 금수산(錦繡山)에 있던 조계사(曹溪寺) 극락전(極樂殿)에 봉안(奉安)되었던 삼존불(三尊佛) 가운데 주불(主佛)이었는데 후대에 백련사(白蓮寺)로 이전하여 봉안(奉安)되었다. 복장기(腹臟記)를 살펴볼 때 건륭(乾隆) 원년(元年)(1736년, 영조 2년)에 조성되었음을 알 수 있다. 복장유물 중에서 「대불수능엄신주(大佛首楞嚴神呪)」 다라니경이 수습되었다.
좌고(坐高) 75cm의 소형 불상으로 육계(肉계)가 낮게 표현되어 있으며, 상호(相好)는 원만하다. 양미간(兩眉間), 비량(鼻粱), 구순(口脣) 등 각부도 정제되었으며, 양미간에는 백호(白毫)가 있고, 목에는 삼도(三道)가 남아 있다. 법의(法衣)는 양쪽 어깨에 걸친 통견의(通肩衣)로 유려하게 흘러내려 양쪽 무릎을 덮고 있다. 가슴은 크게 노출되었고 어깨는 양쪽이 모두 늘어진 감을 주며 양손은 무릎에 닿을 듯하고 결가부좌(結跏趺坐)한 단정한 모습이다.
팔각연화대좌에 봉안되어있으나 대좌(臺座)는 후보(後補)이고 불신(佛身)만이 조선시대 작이다. 불신은 크기가 작으며 또한 신체 비례면에서도 상체가 짧고 결가부좌한 다리는 각이 지게 표현되어 전체적으로 도식화된 모습을 보여준다. 머리는 나발(螺髮)이고 육계는 낮은데 이마 위와 정수리에 계주가 표현되어 있다. 얼굴은 동그란 편이고 이목구비(耳目口鼻)가 단정하고 순진하여 작은 불신과 더불어 어린아이 같은 인상을 준다. 어깨가 아래로 쳐져 있고 몸은 통통할 뿐 사실적인 표현이 전혀 보이지 않는다. 대의는 전형적인 조선시대 후기 여래상의 대의 형식인 반단(半袒)의 우견편단으로 오른쪽 어깨에 둥글게 감싸고 있는 옷자락이 보이며, 대의 속에는 승각기가 가슴을 가로질러 입고 있으며 윗단이 주름잡혀 있다. 수인(手印)은 양손의 엄지와 가운데 손가락을 둥글게 맞잡아서 모두 양 무릎에 놓고 있는 형상으로 일반적인 불상의 수인 표현에서 다소 벗어난 특징을 보인다. 결가부좌한 다리 부분의 옷주름도 대칭을 이루며 형식적으로 표현되어 있다.
대불수능엄신주는 목판본으로 판심제가 불분명하고 사주단변(四周單邊)에 계선이 있다. 각 판면 계선의 하단에 지름 7cm의 원안에 ‘卍’를 좌각(左刻)하였다. 한자와 범어를 병기하였고 각행 5∼13자를 두고 있다. 책의 끝에 을해구월이십일일개간(乙亥九月二十一日改刊)이라는 간기(刊記)를 볼 때 초간본(初刊本)의 후쇄본(後刷本)으로 추정된다. 인쇄 상태가 깨끗하지 않고 각법(刻法)도 세련된 편은 아니다. 판본의 제작시기는 목판의 제작상태와 ‘을해(乙亥)’라는 간기(刊記)를 고려할 때 불상의 조성시기와 동일한 19세기로 추정된다.
이 불상은 소형(小形) 목불(木佛)로 원만한 상호와 균정한 동체, 안정감 있는 무릎의 표현 등 정제된 양식이 전체적으로 단아한 조형과 유려한 의문 등 조선후기의 전형적인 불상으로 목조불상 연구에 귀중한 자료이다.

## 현지 안내문
이 목조아미타여래좌상은 조선 영조 2년(1736년)에 조성된 불상으로서, 처음에는 단양군 서면 금수산 조계사의 삼존불 가운데 주불로 봉안되었다가 후에 지금의 백련사로 모셔왔다고 전해진다. 불상은 나무로 만들어졌으며, 높이가 75cm이다. 머리에는 육계가 낮게 표현되어 있고, 상호는 원만하며, 눈썹 사이에는 백호가 있고, 목에는 삼도가 조각되었다.
불상의 자세는 단정하게 결가부좌한 모습인데, 양쪽 어깨는 축쳐진 느낌을 주며, 가슴은 많이 노출되었다. 양손은 무릎에 닿을듯이 약간 들려있다. 법의는 양쪽 어깨에 걸친 통견의로 표현되었는데, 옷주름이 유려하게 흘러내려 양쪽 무릎을 덮었다.
백련사는 치악산의 지맥인 감악산 정상부에 자리한 사찰로, 신라 문무왕 2년(662년)에 의상조사가 창건하고, 헌덕왕 11년(819년)에 무착조사가 중창하였다고 전해진다. 감악산 정상부에는 원주와 경계를 이루는 지점에 둘레 32,600척의 산성이 있는데, 일부는 천연암벽을 그대로 이용하고 나머지는 돌로 쌓았으며, 성내에는 삼국시대의 토기와 기와조각이 발견된다. 아울러 사찰 동남쪽 200m지점 병풍바위에 조선시대 석종형 부도가 있다.

## 참고 자료
- 제천 백련사 목조아미타여래좌상 - 국가유산청 국가유산포털